# Franciszek Połomski

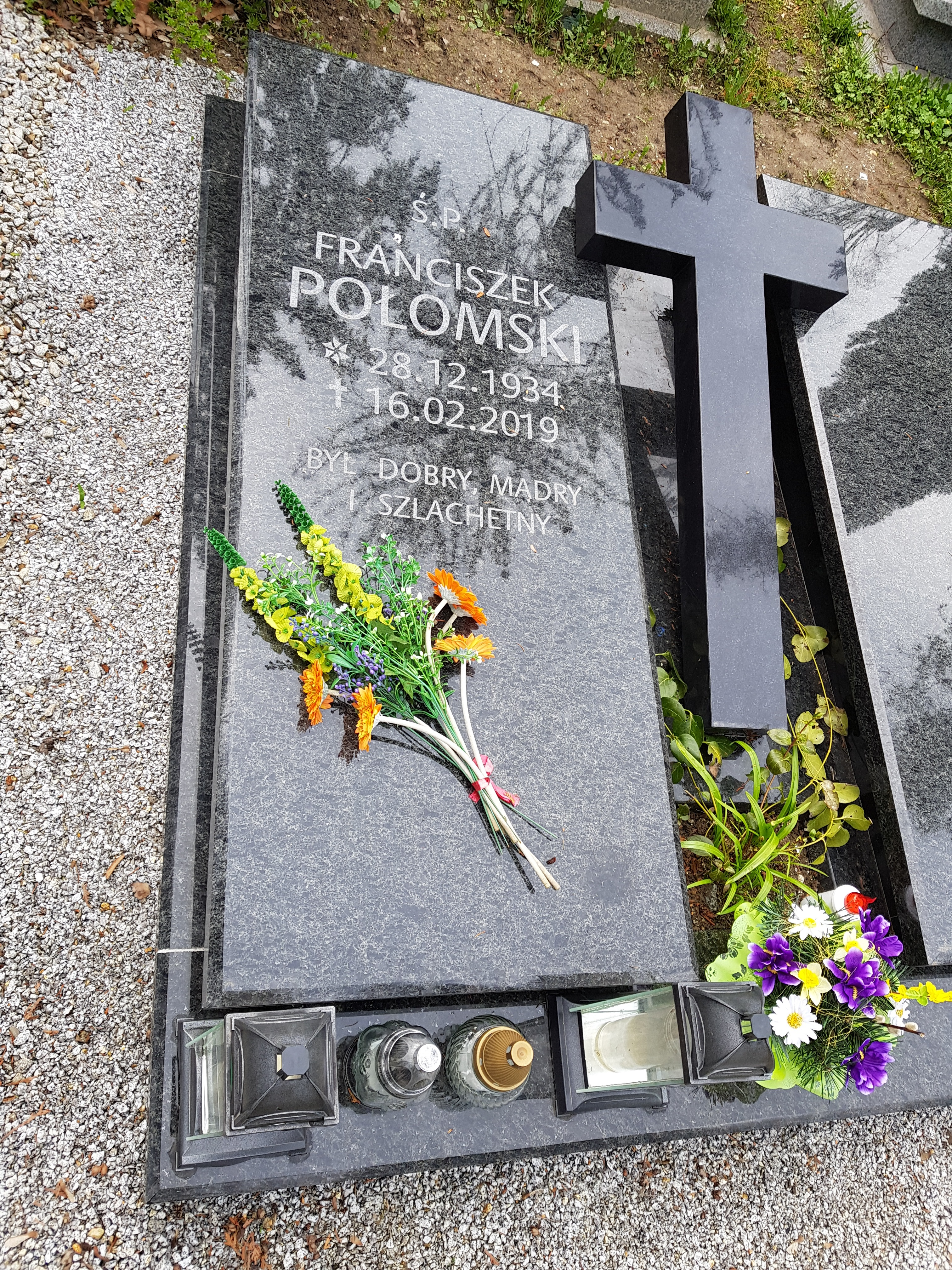
Grób Franciszka Połomskiego na cmentarzu Grabiszyńskim we Wrocławiu

Franciszek Połomski (ur. 28 grudnia 1934 w Wodzisławiu Śląskim, zm. 16 lutego 2019 we Wrocławiu) – polski prawnik i historyk, profesor nauk prawnych, senator II kadencji.

## Życiorys
Syn Wilhelma i Marii. Absolwent Liceum Ogólnokształcącego w Wodzisławiu Śląskim (1952). W 1956 ukończył studia na Wydziale Prawa Uniwersytetu Wrocławskiego. W 1962 uzyskał stopień doktora nauk prawnych, w 1969 doktora habilitowanego w zakresie historii państwa i prawa. W 1990 otrzymał tytuł profesora nauk prawnych.
Wieloletni wykładowca na Uniwersytecie Wrocławskim, pełnił funkcje prodziekana Wydziału Prawa i Administracji (1972–1973 i 1974–1975), prorektora (1981 i 1984–1987) oraz członka uczelnianego senatu. Był autorem licznych prac naukowych z zakresu historii państwa i prawa, praw mniejszości narodowych i wyznaniowych, państwa i prawa III Rzeszy. Pracował w Zakładzie Historii Państwa i Prawa Polskiego.
W latach 1991–1993 był senatorem II kadencji z ramienia Unii Demokratycznej. W wyborach z 1993 bez powodzenia ubiegał się o reelekcję. W latach 1998–2002 był radnym sejmiku dolnośląskiego z ramienia Unii Wolności, nie ubiegał się o reelekcję. W wyborach prezydenckich w 2005 wszedł do regionalnego komitetu honorowego poparcia Donalda Tuska.
W 2012, za wybitne zasługi w pracy naukowo-badawczej, za osiągnięcia w działalności dydaktycznej, został odznaczony przez prezydenta Bronisława Komorowskiego Krzyżem Komandorskim Orderu Odrodzenia Polski. W 2002 otrzymał Krzyż Oficerski tego orderu.
Pochowany na cmentarzu Grabiszyńskim.

## Publikacje
- Niemiecki urząd do spraw mniejszości (1965)
- Ustawodawstwo rasistowskie III Rzeszy (1970)
- Postępowanie z robotnikami przymusowymi i jeńcami wojennymi w III Rzeszy. Aspekty rasowe (1976)
- Własność a tzw. rozwiązanie kwestii żydowskiej w Niemczech hitlerowskich (1991)